# نانسي لوبيز
نانسي لوبيز (بالإنجليزية: Nancy Lopez)‏ هي لاعبة غولف أمريكية، ولدت في 6 يناير 1957 في توررانسي في الولايات المتحدة.

## وصلات خارجية
- الموقع الرسمي
- نانسي لوبيز على موقع رابطة لاعبات الغولف المحترفات (الإنجليزية)
- نانسي لوبيز على موقع قاعة جورجيا للمشاهير الرياضية (مؤرشف) (الإنجليزية)
- نانسي لوبيز على موقع قاعة نيو مكسيكو للمشاهير الرياضية (الإنجليزية)
- نانسي لوبيز على موقع الموسوعة البريطانية (الإنجليزية)
- نانسي لوبيز على موقع إن إن دي بي (الإنجليزية)